# Leptotrichella macromorpha
Leptotrichella macromorpha là một loài Rêu trong họ Dicranaceae. Loài này được (M. Fleisch.) Ochyra mô tả khoa học đầu tiên năm 1997.